# Pierre de Bané
Pierre de Bané PC QC (* 2. August 1938 in Haifa, Palästina; † 9. Januar 2019 in Ottawa, Kanada) war ein kanadischer Rechtsanwalt und Politiker der Liberalen Partei Kanadas, der 16 Jahre lang Abgeordneter des Unterhauses sowie zeitweilig Minister war und von 1984 bis 2013 Mitglied des kanadischen Senats war.

## Leben
Nach dem Besuch des Collège St-Alexandre und des Séminaire de Trois-Rivières absolvierte de Bané ein Studium der Sozialwissenschaften an der Universität Laval, das er mit einem Bachelor of Arts (B.A.) abschloss. Ein weiteres Studium der Rechtswissenschaften an der Universität Ottawa beendete er mit einem Licentiate of Laws (LL.L.) und nahm im Anschluss 1964 eine Tätigkeit als Rechtsanwalt auf.
Bei der Unterhauswahl vom 25. Juni 1968 wurde er als Kandidat der Liberalen Partei erstmals zum Abgeordneten in das Unterhaus gewählt und vertrat in diesem zunächst den Wahlkreis Matane sowie zuletzt seit der Unterhauswahl vom 22. Mai 1979 bis zum 29. Juni 1984 den Wahlkreis Matapédia-Matane. Zu Beginn seiner Parlamentszugehörigkeit war er zwischen Oktober 1969 und Februar 1972 Vize-Vorsitzender des Ständigen Ausschusses für Rundfunk, Film und Unterstützung der Künste, und übernahm einige Monate später im Dezember 1972 sein erstes Regierungsamt als Parlamentarischer Sekretär beim Außenminister und dann im Januar 1974 bis Mai 1974 als Parlamentarischer Sekretär beim Minister für Konsumenten- und Unternehmensangelegenheiten, ehe er zwischen September 1974 und September 1975 Parlamentarischer Sekretär beim Staatsminister für urbane Angelegenheiten war.
Am 24. November 1978 wurde de Bané von Premierminister Pierre Trudeau als Minister für Versorgung und Dienstleistungen in die 20. Regierung Kanadas berufen, der er bis zum Machtverlust am 3. Juni 1979 aufgrund der Niederlage bei der Unterhauswahl vom 22. Mai 1979 angehörte.
Nach dem Wahlerfolg der Liberalen bei der Unterhauswahl vom 18. Februar 1980 wurde er von Premierminister Trudeau auch in das 22. kanadische Kabinett berufen, und zwar zunächst bis zum 11. Januar 1982 als Minister für regionale wirtschaftliche Expansion. Nachdem er anschließend Staatsminister beim Außenminister war, fungierte er zuletzt in dieser Regierung zwischen dem 30. September 1982 und dem 29. Juni 1984 als Minister für Fischerei und Ozeane.
Nach seinem Ausscheiden aus Regierung und Unterhaus wurde de Bané, dem ein Ehrendoktor der Verwaltungswissenschaften (Doc.Sc.Adm. (Hon.)) verliehen wurde, am 29. Juni 1984 auf Vorschlag des aus dem Amt scheidenden Premierminister Trudeau Mitglied des Senats und vertritt in diesem seither den Senatsbezirk De la Vallière. 1985 wurde ihm der Titel eines Kronanwalts (Queen’s Counsel) verliehen.
Während seiner langjährigen Senatszugehörigkeit war er unter anderem zwischen Januar 1994 und Februar 1996 Vize-Vorsitzender des Sonderausschusses für das Gesetzgebungsverfahren zu Verfahrenszusätzen, das sogenannte Bill C-110 Special Committee, sowie zeitgleich Mit-Vorsitzender des Gemeinsamen Sonderausschusses des Parlaments von Kanada zur Verteidigungspolitik. Danach war er von Februar 1996 bis April 1997 Vize-Vorsitzender des Ständigen Senatsausschusses für nationale Finanzen. Seit Januar 2012 war er Sprecher der liberalen Fraktion für internationale Zusammenarbeit.
De Banés Amtszeit als Senator endete mit Erreichen der Altersgrenze von 75 Lebensjahren am 2. August 2013.

## Veröffentlichungen
- Conflit d'intérêts dans deux organismes administratifs : la Commission des transports (Québec) et la Commission des transports (Canada), 1975
- Notre milieu de vie, 1976
- Le rang des gages généraux entre eux : la loi des pouvoirs spéciaux des corporations, 1975
- Rapport établi en application de l'article 12.7 du règlement et présenté à la Commission sur la restructuration des services documentaires des parlements du Sud (Pardoc), Paris, AIPLF, 1995
- Rapport sur le programme de restructuration des services documentaires des parlements du Sud (Pardoc), Paris, Assemblée parlementaire de la Francophonie, 1999